# Плющ Василь Левкович
Васи́ль Ле́вкович Плю́щ (10 січня 1903 року, Варшава — 16 листопада 1976 року, Мюнхен) — лікар-фтизіатр,  історіограф української медицини, доктор медицини, професор кафедр туберкульозу в Києві, Львові та Братиславі. Один із засновників і перший вчений секретар Українського наукового товариства фтизіатрів. В еміграції публікував розвідки з історії української медицини.

## Життєпис
Навчався в гімназії в Чернігові, яку закінчив 1919 р. Тоді вже належав до чернігівського осередку Спілки визволення України. 1921 р. вступає до Київського медичного інституту. 1929—1931 рр. працює керівником протитуберкульозного диспансеру на Одещині. З 1931 р. працює в Києві, в Центральному науково-дослідному інституті туберкульозу та в інституті вдосконалення лікарів. Його вчителі — провідні вчені-лікарі академіки В. В. Радзимовська, М. Д. Стражеско, Ф. Г. Яновський, професори А. М. Зюков (учень Ф. Г. Яновського), Д. Я. Епштейн. Був відповідальним секретарем Всеукраїнського товариства лікарів-фтизіатрів, інспектором відділу науки Народного комісаріату здоров'я УРСР.
У 1930-х рр. опублікував близько 20 наукових праць, написав розділ до підручника «Туберкулёзные санатории и курорты СССР», монографію «Штучний пневмоторакс при туберкульозі легенів». Це була перша фундаментальна праця в цій галузі медицини.
1939 р. виходить його монографія «Клініка гематогенно-дисемінованої туберкульози легенів».
Після Другої світової війни, живучи на еміграції в Німеччині, В. Плющ працював в Українському Вільному університеті в Мюнхені, вивчаючи історію медицини. Ним написані розділи з цієї ділянки для «Енциклопедії Українознавства» та англомовної «Ukraine — A Concise Encyclopedia» під редакцією В. Кубійовича. Він також був і редактором медичних статтей в обох цих виданнях та довголітнім членом редколегії «Лікарського Вісника».
Автор біля 120 наукових праць з загальної та експериментальної медицини.
Праці Плюща про історію української медицини показують, що він був добре обізнаний навіть із повоєнним станом медицини в УРСР, з іменами та посадами провідних медиків-науківців, що вказує на контакти з тими, хто залишився у СРСР. Над «Нарисами з історії української медицини» вчений Василь Плющ працював до останніх днів свого життя.
Також опублікував понад 50 статей на політичні, суспільні та ідеологічні теми.
Похований на українському православному цвинтарі у Бавнд-Бруку.

## Твори
- Нариси з історії української медичної науки та освіти:
  - Кн. 1 : Від початків української державності до 19 століття [Архівовано 11 липня 2021 у Wayback Machine.]. — Мюнхен: УВАН у Німеччині, 1970—342 с.
  - Кн. 2 : Дев'ятнадцяте і двадцяте століття [Архівовано 11 липня 2021 у Wayback Machine.] . — Мюнхен: УВАН у Німеччині, 1970—342 с.
- Матеріали до історії української медицини, ч. 1, Мюнхен, 1975; ч. 2, Чикаго, 1988.
- матеріали з медицини в Енциклопедії українознавства.
- З ідеологією чи без неї. До питання про спроби ревізії ідеології українського націоналізму [Архівовано 11 липня 2021 у Wayback Machine.]. — Лондон, 1954 — 30 с.
- Правда про хвильовизм. — Мюнхен, 1954. — 63 с.
- Історія Спілки Визволення України та Спілки Української Молоді на Батьківщині. — Мюнхен, 1955. — 29 с.
- Боротьба за Українську державу під совєтською владою. — Лондон, 1973. — 125 с.
- Спілка Визволення України та Спілка Української Молоді (до 50-ліття заснування СВУ-СУМ) [Архівовано 11 липня 2021 у Wayback Machine.]. Мюнхен, 1975 — 48 с.
- "Розгром української еліти та українського селянства"
- "Лікарі — політичні та громадські діячі українського руху",
- "Підпільні українські організації в Україні в 1920-21 рр."